# Cleistanthus malaccensis
Cleistanthus malaccensis är en emblikaväxtart som beskrevs av Joseph Dalton Hooker. Cleistanthus malaccensis ingår i släktet Cleistanthus och familjen emblikaväxter. Inga underarter finns listade i Catalogue of Life.